# Кисляков Олександр Борисович
Олександр Борисович Кисляков (рос. Александр Борисович Кисляков, нар. 9 березня 1968) — колишній радянський і російський футболіст, півзахисник.

## Біографія
Вихованець СДЮШОР «Зміна» Ленінград. У 1985—1987, 1989 роках провів у дублі місцевого «Зеніту» 52 гри, забив 3 голи. В основній команді зіграв лише 4 матчі у 1987 році — два у Вищій лізі СРСР (проти «Торпедо» (Москва) і «Нефтчі», а також по одному у національному кубку проти «Дружби» (Майкоп) та Кубку Федерації проти «Кайрата»
У 1990 році грав за ленінградське «Динамо», за яке провів 23 матчі і забив 1 гол у Другій нижчій лізі.
1991 року перейшов до чернівецької «Буковини», яка в останньому сезоні чемпіонатів СРСР зайняла 5 місце у Першій лізі, а Кисляков був основним гравцем, зігравши у 33 матчіа і забивши 3 голи. Після розпаду СРСР «Буковина» була включена до новоствореної Вищої ліги України, де Кисляков дебютував 7 березня 1992 року в матчі проти тернопільської «Ниви» (2:1). Всього в тому сезоні провів за буковинців у елітному українському дивізіоні 6 матчів, а також зіграв у трьох іграх першого Кубку України.
Влітку 1992 року повернувся на батьківщину, де став виступати за пітерський клуб «Зміна-Сатурн» , з яким за результатами сезону 1992 року зайняв 2 місце в 4 зоні Другої Ліги і вийшов з командою в Першу лігу Росії, де і грав до 1995 року.
Останнім професійним клубом Кислякова став «Металург» (Пікальово), за який до кінця сезону 1995 року півзахисник провів 4 матчі у Третій лізі Росії, але врятувати команду від вильоту в лігу КФК не зумів. Проте і на аматорському рівні Олександр продовжив грати за «Металург», а у 1998—1999 роках також в чемпіонаті аматорів грав за клуб «Кондопога».